# Muraltia pungens
Muraltia pungens är en jungfrulinsväxtart som beskrevs av Schlechter. Muraltia pungens ingår i släktet Muraltia och familjen jungfrulinsväxter. Inga underarter finns listade i Catalogue of Life.